# Cry Wolf (canção de A-ha)
"Cry Wolf" é uma canção da banda norueguesa A-ha, lançada como o segundo single de seu segundo álbum, Scoundrel Days (1986).

## Fundo
A letra "Night I left the city I dream of a Wolf..." é creditada a Lauren Savoy, que mais tarde se casou com o guitarrista da banda, Paul Waaktaar-Savoy.

## Desempenho comercial
"Cry Wolf" foi o single de maior sucesso do álbum Scoundrel Days nos Estados Unidos, onde alcançou o número 14 nas paradas Hot Dance Music/Club Play e número 50 na Billboard Hot 100, embora fosse a última entrada da banda nesse gráfico. O single alcançou o top 40 em vários outros países, incluindo as cinco primeiras colocações no Reino Unido e na Irlanda, bem como o número dois na Noruega. O single foi certificado prata pela British Phonographic Industry (BPI) em 1 de janeiro de 1987.

## Videoclipe
O vídeo foi dirigido por Steve Barron em Couches no Chateau de Couches, Borgonha, na França. O tema do vídeo foi retirado da fábula O Pastor Mentiroso e o Lobo (The Boy Who Cried Wolf), que também serviu de inspiração para a música.

## Certificações
| Região                                              | Certificação | Vendas                                                |
| --------------------------------------------------- | ------------ | ----------------------------------------------------- |
| Reino Unido (BPI)                                   | Prata        | Erro de expressão: Palavra "estados" não reconhecida^ |
| ^números de vendas baseados somente na certificação |              |                                                       |